# Johan Fahlstrøm

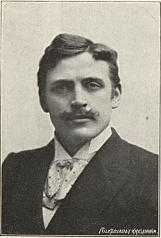
Johan Fahlstrøm (19. Jahrhundert)

Johan Peter Broust Fahlstrøm (* 30. August 1867 in Trondheim; † 28. Juli 1938 in Balestrand) war ein norwegischer Schauspieler und Regisseur.

## Leben
Er debütierte 1887 als Schauspieler am Nationaltheatret in dem Stück Julius Caesar von William Shakespeare. 1889 heiratete Johan Fahlstrøm die Schauspielerin Alma Isabella Bosse, die die Schwester der Schauspielerin Harriet Bosse und des Soziologen Ewald Bosse war. 1897 eröffnete das Ehepaar das Central-Theater in Christiania (heute Oslo) mit Konzert- und Varieté-Veranstaltungsorten. Fahlstrøm trat in verschiedenen Rollen auf, seine Frau fungierte als Regisseurin. Ab 1902 war Harald Otto (1865–1928) Theatermanager und Eigentümer. Fahlstrøm zeigte 1911 eine Abschiedsvorstellung von Samfundets Støtter (Stützen der Gesellschaft) von Henrik Ibsen, wonach er sich entschied, sich von der Bühne zurückzuziehen. Das einzige Kind des Paares, Arne Jonas Fahlstrøm, wurde 1893 geboren und starb 1912 bei der Titanic-Katastrophe.